# Alexandre de Laborde (1773–1842)

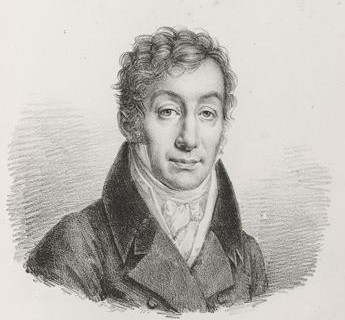
Alexandre de Laborde.

Alexandre Louis Joseph de Laborde, född den 17 september 1773 i Paris, död där den 20 oktober 1842, var en fransk markis och arkeolog, son till Jean-Joseph de Laborde, far till Léon de Laborde.
de Laborde erhöll av Napoleon 1808 plats i statsrådet jämte åtskilliga andra förtroendeuppdrag och var 1814 som officer i nationalgardet en av underhandlarna vid Paris kapitulation. Efter 1822 var han i många år ledamot av deputeradekammaren (för Paris), där han försvarade de liberala idéerna. Han medverkade till utbrottet av julirevolutionen och var 1830 en kort tid Seineprefekt. 
de Laborde är bekant huvudsakligen genom sina konsthistoriska arbeten, såsom Voyage pittoresque et historique en Espagne (4 band, 1807-18), ett synnerligen dyrbart verk med en mängd kopparstick, Itinéraire descriptif de l'Espagne (5 band, 1809), Monuments de la France (1816-26) samt Voyage pittoresque en Autriche (2 band, 1821) med flera.